# Wölkersdorf (Kirchenthumbach)
Wölkersdorf ist ein Gemeindeteil des Marktes Kirchenthumbach im Oberpfälzer Landkreis Neustadt an der Waldnaab.

## Geographie
Das Dorf liegt nördlich des Kernortes Kirchenthumbach an der Staatsstraße St2120.